# Фабио Фоњини
Фабио Фоњини (итал. Fabio Fognini, Санремо, Италија, 24. мај 1987) је италијански тенисер, који је професионалну каријеру започео 2004. године. Најбољи пласман на АТП листи му је девето место. Фоњини је први италијански играч, после Ренца Фурлана 1995, коме је пошло за руком да се пласира у четвртфинале Ролан Гароса. Учинио је то 2011, победивши у осмини финала Алберта Монтањеса.
Највећи успех у каријери остварио је освајањем турнира мастерс 1000 серије у Монте Карлу 2019. У финалу је био бољи од српског тенисера Душана Лајовића. Он је уједно први Италијан који је освојио неку мастерс титулу и најлошије рангирани играч који побеђује у Монте Карлу још од Густава Киртена 1999. Овај резултат му је осигурао до тада најбољи пласман на АТП листи (12. место).
Фоњини се 10. јуна 2019. пробио међу десет најбољих тенисера света. Са 32 године постао је најстарији тенисер који први пут улази у топ 10, откако је објављена прва АТП листа 1973. године. Он је тек трећи Италијан у овој елитној групи.
Од 2016. године је ожењен за Флавију Пенету, имају једног сина по имену Федерико.

## Гренд слем финала

### Парови: 1 (1:0)
| Исход    | Бр. | Година | Турнир        | Подлога | Партнер       | Противници               | Резултат |
| -------- | --- | ------ | ------------- | ------- | ------------- | ------------------------ | -------- |
| Победник | 1.  | 2015.  | ОП Аустралије | Тврда   | Симоне Болели | Пјер-Иг Ербер Никола Маи | 6:4, 6:4 |

## Финала АТП мастерс 1000 серије

### Појединачно: 1 (1:0)
| Исход    | Бр. | Година | Турнир      | Подлога | Противник     | Резултат |
| -------- | --- | ------ | ----------- | ------- | ------------- | -------- |
| Победник | 1.  | 2019.  | Монте Карло | Шљака   | Душан Лајовић | 6:3, 6:4 |

### Парови: 3 (0:3)
| Исход     | Бр. | Година | Турнир       | Подлога | Партнер       | Противници                | Резултат              |
| --------- | --- | ------ | ------------ | ------- | ------------- | ------------------------- | --------------------- |
| Финалиста | 1.  | 2015.  | Индијан Велс | Тврда   | Симоне Болели | Џек Сок Вашек Поспишил    | 4:6, 7:6(7:3), [7:10] |
| Финалиста | 2.  | 2015.  | Монте Карло  | Шљака   | Симоне Болели | Боб Брајан Мајк Брајан    | 6:7(3:7), 1:6         |
| Финалиста | 3.  | 2015.  | Шангај       | Тврда   | Симоне Болели | Равен Класен Марсело Мело | 3:6, 3:6              |

## АТП финала

### Појединачно: 19 (9:10)
| Легенда                        |
| ------------------------------ |
| Гренд слем турнири (0:0)       |
| Завршно првенство сезоне (0:0) |
| АТП мастерс 1000 (1:0)         |
| АТП 500 (1:2)                  |
| АТП 250 (7:8)                  |

| Финала по подлози |
| ----------------- |
| Тврда (1:4)       |
| Шљака (8:6)       |
| Трава (0:0)       |

| Финала по локацији |
| ------------------ |
| Отворено (8:7)     |
| Дворана (1:3)      |

| Исход     | Бр. | Датум               | Турнир                   | Подлога   | Противник          | Резултат            |
| --------- | --- | ------------------- | ------------------------ | --------- | ------------------ | ------------------- |
| Финалиста | 1.  | 29. април 2012.     | Букурешт, Румунија       | Шљака     | Жил Симон          | 4:6, 3:6            |
| Финалиста | 2.  | 23. септембар 2012. | С. Петербург, Русија     | Тврда (д) | Мартин Клижан      | 2:6, 3:6            |
| Победник  | 1.  | 14. јул 2013.       | Штутгарт, Немачка        | Шљака     | Филип Колшрајбер   | 5:7, 6:4, 6:4       |
| Победник  | 2.  | 21. јул 2013.       | Хамбург, Немачка         | Шљака     | Федерико Делбонис  | 4:6, 7:6(10:8), 6:2 |
| Финалиста | 3.  | 28. јул 2013.       | Умаг, Хрватска           | Шљака     | Томи Робредо       | 0:6, 3:6            |
| Победник  | 3.  | 9. фебруар 2014.    | Виња дел Мар, Чиле       | Шљака     | Леонардо Мајер     | 6:2, 6:4            |
| Финалиста | 4.  | 16. фебруар 2014.   | Буенос Ајрес, Аргентина  | Шљака     | Давид Ферер        | 4:6, 3:6            |
| Финалиста | 5.  | 4. мај 2014.        | Минхен, Немачка          | Шљака     | Мартин Клижан      | 6:2, 1:6, 2:6       |
| Финалиста | 6.  | 22. фебруар 2015.   | Рио, Бразил              | Шљака     | Давид Ферер        | 2:6, 3:6            |
| Финалиста | 7.  | 2. август 2015.     | Хамбург, Немачка         | Шљака     | Рафаел Надал       | 5:7, 5:7            |
| Победник  | 4.  | 24. јул 2016.       | Умаг, Хрватска           | Шљака     | Андреј Мартин      | 6:4, 6:1            |
| Финалиста | 8.  | 23. октобар 2016.   | Москва, Русија           | Тврда (д) | Пабло Карењо Буста | 6:4, 3:6, 2:6       |
| Победник  | 5.  | 30. јул 2017.       | Гштад, Швајцарска        | Шљака     | Јаник Ханфман      | 6:4, 7:5            |
| Финалиста | 9.  | 24. септембар 2017. | С. Петербург, Русија (2) | Тврда (д) | Дамир Џумхур       | 6:3, 4:6, 2:6       |
| Победник  | 6.  | 4. март 2018.       | Сао Пауло, Бразил        | Шљака (д) | Николас Ђари       | 1:6, 6:1, 6:4       |
| Победник  | 7.  | 22. јул 2018.       | Бостад, Шведска          | Шљака     | Ришар Гаске        | 6:3, 3:6, 6:1       |
| Победник  | 8.  | 5. август 2018.     | Лос Кабос, Мексико       | Тврда     | Хуан М. дел Потро  | 6:4, 6:2            |
| Финалиста | 10. | 30. септембар 2018. | Ченгду, Кина             | Тврда     | Бернард Томић      | 1:6, 6:3, 6:7(7:9)  |
| Победник  | 9.  | 21. април 2019.     | Монте Карло, Монако      | Шљака     | Душан Лајовић      | 6:3, 6:4            |

### Парови: 20 (8:12)
| Легенда                        |
| ------------------------------ |
| Гренд слем турнири (1:0)       |
| Завршно првенство сезоне (0:0) |
| АТП мастерс 1000 (0:3)         |
| АТП 500 (1:3)                  |
| АТП 250 (6:6)                  |

| Финала по подлози |
| ----------------- |
| Тврда (3:4)       |
| Шљака (5:8)       |
| Трава (0:0)       |

| Финала по локацији |
| ------------------ |
| Отворено (7:12)    |
| Дворана (1:0)      |

| Исход     | Бр. | Датум               | Турнир                      | Подлога   | Партнер          | Противници                        | Резултат              |
| --------- | --- | ------------------- | --------------------------- | --------- | ---------------- | --------------------------------- | --------------------- |
| Финалиста | 1.  | 20. јул 2008.       | Умаг, Хрватска              | Шљака     | Карлос Берлок    | Михал Мертињак Петр Пала          | 6:2, 3:6, [5:10]      |
| Финалиста | 2.  | 27. фебруар 2010.   | Акапулко, Мексико           | Шљака     | Потито Стараче   | Лукаш Кубот Оливер Марах          | 0:6, 0:6              |
| Победник  | 1.  | 30. јул 2011.       | Умаг, Хрватска              | Шљака     | Симоне Болели    | Марин Чилић Ловро Зовко           | 6:3, 5:7, [10:7]      |
| Финалиста | 3.  | 14. април 2012.     | Казабланка, Мароко          | Шљака     | Данијеле Брачали | Дастин Браун Пол Хенли            | 5:7, 3:6              |
| Победник  | 2.  | 24. фебруар 2013.   | Буенос Ајрес, Аргентина     | Шљака     | Симоне Болели    | Николас Монро Симон Штадлер       | 6:3, 6:2              |
| Финалиста | 4.  | 2. март 2013.       | Акапулко, Мексико           | Шљака     | Симоне Болели    | Лукаш Кубот Давид Мареро          | 5:7, 2:6              |
| Финалиста | 5.  | 6. октобар 2013.    | Пекинг, Кина                | Тврда     | Андреас Сепи     | Макс Мирни Орија Текау            | 4:6, 2:6              |
| Победник  | 3.  | 31. јануар 2015.    | Мелбурн, Аустралија         | Тврда     | Симоне Болели    | Пјер-Иг Ербер Никола Маи          | 6:4, 6:4              |
| Финалиста | 6.  | 22. март 2015.      | Индијан Велс, САД           | Тврда     | Симоне Болели    | Џек Сок Вашек Поспишил            | 4:6, 7:6(7:3), [7:10] |
| Финалиста | 7.  | 19. април 2015.     | Монте Карло, Монако         | Шљака     | Симоне Болели    | Боб Брајан Мајк Брајан            | 6:7(3:7), 1:6         |
| Финалиста | 8.  | 18. октобар 2015.   | Шангај, Кина                | Тврда     | Симоне Болели    | Равен Класен Марсело Мело         | 3:6, 3:6              |
| Победник  | 4.  | 2. октобар 2016.    | Шенџен, Кина                | Тврда     | Роберт Линдстед  | Оливер Марах Фабрис Мартен        | 7:6(7:4), 6:3         |
| Финалиста | 9.  | 22. јул 2018.       | Бостад, Шведска             | Шљака     | Симоне Болели    | Хулио Пералта Орасио Зебаљос      | 3:6, 4:6              |
| Победник  | 5.  | 23. септембар 2018. | Санкт Петербург, Русија     | Тврда (д) | Матео Беретини   | Роман Јебави Матве Миделкоп       | 7:6(8:6), 7:6(7:4)    |
| Финалиста | 10. | 15. јануар 2022.    | Сиднеј, Аустралија          | Тврда     | Симоне Болели    | Џон Пирс Филип Полашек            | 5:7, 5:7              |
| Финалиста | 11. | 13. фебруар 2022.   | Буенос Ајрес, Аргентина     | Шљака     | Орасио Зебаљос   | Сантијаго Гонзалез Андрес Молтени | 1:6, 1:6              |
| Победник  | 6.  | 20. фебруар 2022.   | Рио, Бразил                 | Шљака     | Симоне Болели    | Џејми Мари Бруно Соарес           | 7:5, 6:7(2:7), [10:6] |
| Финалиста | 12. | 17. јул 2022.       | Бостад, Шведска (2)         | Шљака     | Симоне Болели    | Рафаел Матос Давид Вега Ернандез  | 4:6, 6:3, [11:13]     |
| Победник  | 7.  | 30. јул 2022.       | Умаг, Хрватска (2)          | Шљака     | Симоне Болели    | Лојд Гласпул Хари Хелиовара       | 5:7, 7:6(8:6), [10:7] |
| Победник  | 8.  | 19. фебруар 2023.   | Буенос Ајрес, Аргентина (2) | Шљака     | Симоне Болели    | Николас Баријентос Аријел Бехар   | 6:2, 6:4              |

## Остала финала

### Тимска такмичења: 1 (0:1)
| Исход     | Бр. | Датум            | Турнир                       | Подлога | Партнери                                     | Противници                                                  | Резултат | Извор  |
| --------- | --- | ---------------- | ---------------------------- | ------- | -------------------------------------------- | ----------------------------------------------------------- | -------- | ------ |
| Финалиста | 1.  | 7. фебруар 2021. | АТП куп, Мелбурн, Аустралија | Тврда   | Матео Беретини Симоне Болели Андреа Вавасори | Данил Медведев Андреј Рубљов Јевгениј Донској Аслан Карацев | 0:2      | [ 14 ] |